# 世界上最小的魚類
根據成年體型的標準長（SL），世界上最小的魚類包括：
- 輻鰭魚綱鯉形目鯉科
  - 微鯉（Paedocypris progenetica）：雌性最大長度為1.03公分[2]，雄性略小，僅0.98公分，是目前已知最小的魚類之一。另外，目前發現的最小成體僅有0.79公分[2][3]，也是最小的鯉科魚類。
  - 透體小鿕（Danionella translucida）：體長1.1-1.2公分。
- 輻鰭魚綱蝦虎目蝦虎科
  - 胖嬰魚（Schindleria brevipinguis）：又名斯托特辛氏魚、短壯辛氏微體魚，是目前已知最小的魚類之一。最大長度為1公分 ，雄魚標準長度為0.77公分（最小的雄魚長度為0.65公分[4]），懷孕的雌魚體長為0.84公分（最小的雌魚長度為0.7公分），也是最小的蝦虎科魚類[5]。
  - 矮鰕虎魚（Pandaka pygmaea）：又名矮蝦虎魚。雄魚標準長度為0.9公分，最長可達到1.1公分，雌魚體長可達1.5公分。
  - 微鰕虎魚（Trimmatom nanus）：又名微蝦虎魚。該物種長度為1公分左右。
- 輻鰭魚綱鮟鱇目鬚角鮟鱇科
  - 棘頭光棒鮟鱇（Photocorynus spiniceps）：雄魚體長0.62-0.73公分，其雄魚可稱為世界上最小的魚類及世界上最小的脊椎動物之一，但雌魚體長可達5.05公分。